# Вторая Семинольская война
Втора́я Семино́льская война́ (англ. Second Seminole War), известная так же как Флори́дская война́ (англ. Florida War), — военный конфликт, который длился с 1835 по 1842 год на территории Флорида, между группами, известными под общим названием семинолы (это были в основном коренные народы США и чёрные индейцы), и регулярной армией США. Эта война была одной из трёх Семинольских войн, она считается самой долгой и самой дорогостоящей среди всех индейских войн.
В 1832 году некоторые вожди семинолов подписали договор при Пейнс-Лендинг, обязующий их переселиться из Флориды в Арканзас, но впоследствии отказались выполнить условия договора. Американское правительство пригрозило применить силу, что привело к конфликту: 28 декабря 1835 года семинолы напали на отряд майора Дейда и перебили его до последнего человека. Узнав о произошедшем, генерал Гейнс в феврале 1836 года ввёл армию во Флориду, но не смог добиться никакого результата. Командование перешло к генералу Уинфилду Скотту, который попытался окружить семинолов силами трёх армий, но семинолы уклонились от столкновения и перешли к тактике мелких нападений. Скотта перевели в Алабаму, а войну возглавил губернатор Ричард Колл. Его кампания прошла без единого крупного сражения и не дала ощутимого результата.
В ноябре 1836 года командование принял генерал-майор Томас Джесап, которому удалось добиться перелома в конфликте: были убиты или захвачены в плен многие вожди, индейцам нанесено несколько поражений, а в октябре 1837 года был захвачен в плен вождь Оцеола. Его отправили в Сент-Августин, где он скоро умер. Захват Оцеолы во время переговоров испортил репутацию Джесапа, а самому Оцеоле создал репутацию героя и мученика. В апреле 1838 года Джесап сдал командование генералу Закари Тейлору, который придерживался оборонительной тактики, строил дороги и укрепления. В мае 1840 года командование перешло к генералу Армистеду, который сменил тактику на наступательную и впервые стал вести боевые действия в летний сезон, не позволяя индейцам собирать урожай.
Последним, в мае 1841 года, командование принял полковник Уильям Уорт. Война была практически завершена, но несколько десятков семинолов ещё прятались в болотах Флориды. Уорт смог договориться с некоторыми вождями и склонить к переселению часть индейцев, а весной 1842 года части семинолов было разрешено остаться в южной Флориде, и им была выделена резервация. Война завершилась, она была затяжной, непопулярной и дорогостоящей. Немногие оставшиеся семинолы были принуждены к переселению в 1850-е годы, в ходе Третьей семинольской войны.

## Предыстория
Когда испанцы открыли Флориду, они обнаружили на полуострове несколько индейских племён, например, индейцев апалачи и калуса, но все эти племена исчезли к середине XVIII века. Когда Флорида перешла к Англии в 1763 году, последние уцелевшие аборигены покинули полуостров вместе с испанцами. В 1710 году северная Флорида была совершенно необитаемой, и весь последующий век на её территорию переселялись индейцы, говорившие на мускогских языках. После Войны королевы Анны, которая закончилась в 1713 году, испанцы решили создать буферную зону из индейских племён и пригласили индейцев криков. В то же время племя ямаси проиграло Ямасийскую войну, и его остатки переселились во Флориду под защиту испанцев. Однако они враждовали с криками, которые совершали набеги на их территорию. От смешанных браков между ямаси и криками впоследствии сформировалась часть народа семинолов.
В 1732 году была образована Провинция Джорджия, что вызвало ещё одну миграцию криков на юг. В 1739 году, во время войны за ухо Дженкинса, Джеймс Оглторп вторгся во Флориду из Джорджии при помощи большого отряда нижних криков. Крики совершили несколько рейдов по Флориде, что позволило им ознакомиться с этим регионом.
До 1767 года индейцы Флориды говорили в основном на языке хитчити, но в 1767 году на полуостров стали переселяться носители языка маскоги. В итоге во Флориде говорили в основном на двух этих языках.
В 1814 году Эндрю Джексон разбил племя красные палки в Алабаме, и примерно 1000 человек этого племени переселилось во Флориду. С их прибытием индейское население полуострова достигло 5000 человек, которые занимали примерно 20 или 25 деревень. Среди мигрантов из Алабамы был и Оцеола, будущий вождь семинолов.
Одна группа поселилась вокруг озера Миккошеки у Таллахасси. Другая группа разместилась на Пейнс-Прейри, около современного округа Алачуа. В испанском языке в Сент-Огастине индейцев-криков из Алачуа стали называть Cimarrones, что примерно означает «дикие» или «беглецы», откуда, вероятно, происходит название «семинолы». Это имя было в конечном счёте также применено к другим группам индейцев во Флориде, хотя индейцы считали себя представителями различных племён. Во Флориде во время войны проживали также «испанские индейцы», названные так из-за мнения, что они произошли от племени калуса, в котором происходило смешение коренных американцев с испанцами, проживающими в деревнях рыбаков на побережье Флориды.

### Первая семинольская война
Англо-американская война и Крикская война заставили многие индейские племена переселиться на территорию Флориды, что осложнило ситуацию на границе. Белые, негры и индейцы совершали регулярные набеги друг на друга, в основном ради похищения скота. В 1817 году генерал Гейнс напал на Фултаун, индейское селение на территории Джорджии, в ответ неделю спустя индейцы напали на американский конвой на реке Апалачикола. Военный секретарь Джон Кэлхун разрешил генералу Джексону войти на территорию испанской Флориды для наказания семинолов. В марте 1818 года Джексон вступил во Флориду и построил там форт Гадсден. Оттуда он отправился на восток, разрушил несколько индейских поселений, а 6 апреля захватил испанский форт Сен-Маркс. 23 мая армия Джексона подошла к испанской Пенсаколе, осадила форт Барранкас и принудила его к капитуляции. На этом война, известная тогда как Семинольская война, а впоследствии как Первая семинольская война, завершилась.
Поход Джексона привёл к конфликту с Англией, Испанией и к внутреннему политическому конфликту. Великобритания была возмущена казнью двух британских подданных, но в итоге не стала портить отношения с США из-за этого инцидента. Испания потребовала извинений, и госсекретарь Джон Куинси Адамс пообещал вернуть испанцам Пенсаколу и принёс извинения. В это время он вёл переговоры с испанской стороной о передаче Соединённым Штатам Флориды. Поход Джексона ослабил позиции Испании на этих переговорах, она согласилась на уступку Флориды в обмен на отказ США от Техаса, и соответствующее соглашение было оформлено как Договор Адамса — Ониса в 1821 году.

### Договор на Мултри-Крик
Когда Флорида перешла в собственность США, на её территории проживало от 4500 до 5000 семинолов. Это были бедные племена, которые из-за постоянных перемещений не сеяли зерна, а питались мясом и корнями растений. Эндрю Джексон, назначенный губернатором Флориды в июле 1821 года, полагал, что у семинолов вообще нет прав на Флориду и предлагал выселить их обратно на земли криков или на реку Апалачикола, где они бы не угрожали дороге Сент-Огастин — Пенсакола. Вскоре Джексон покинул Флориду, а после ряда перестановок губернатором территории 17 апреля 1822 года стал Уильям Дюваль. Он попытался защитить семинолов от притеснений, запретив торговать с ними без специальной лицензии. Администрация президента Монро не знала, что делать с индейцами, наилучшим вариантом казалось вернуть их на землю криков, но семинолы были категорически против. Наконец, было решено выделить им резервацию во Флориде, и была сформирована комиссия для решения этого вопроса. Местом для переговоров была выбрана река Мултри-Крик к югу от Сент-Огастина. Переговоры начались в сентябре 1823 года и длились две недели. Американскую сторону возглавлял Джеймс Гадсден, семинолов — вождь Ниматла.
21 сентября переговоры завершились. Соглашение на Мултри-Крик гласило, что семинолы отказываются от претензий на всю Флориду, кроме участка земли площадью 4 032 940 акров. За это правительство обязуется охранять их, если они не нарушат законы, выделяет им продуктов на 6000 долларов, выплачивает им 5000 долларов в год в течение 20-ти лет, не допускает белых в резервацию, обеспечивает переселенцев продовольствием на год, выплачивает им 4500 долларов компенсаций за всё, оставленное вне резервации, оплачивает им переселение, строительство школы и кузницы. Сенат США счёл соглашение удовлетворительным и ратифицировал его 23 декабря 1823 года. Военный министр Джон Кэлхун писал президенту, что резервация будет принадлежать индейцам всегда, но Джеймс Гадсден в 1829 году утверждал, что семинолы были намеренно собраны в резервацию, чтобы потом было легче переселить их на Запад. Вероятно, его мнение отражает настроение комиссии, а не планы правительства.

### Договор Пейн-Лендинг
На отношения белых с индейцами повлияли президентские выборы 1828 года, когда президентом стал Эндрю Джексон, давний враг семинолов. Он считал индейцев врагами американской нации и препятствием на пути экспансии на запад. По его инициативе 28 мая 1830 года был издан Акт о переселении индейцев, который изначально не касался семинолов. Однако отношения с семинолами продолжали ухудшаться. Хотя они и жили на территории резервации, но плохие урожаи заставляли их время от времени заходить на территорию белых и похищать скот, а беглые рабы продолжали укрываться среди индейцев. В итоге Военный департамент отправил Джеймса Гадсдена во Флориду, чтобы предложить семинолам переселиться на Запад.
Весной 1832 года Гадсден пригласил вождей семинолов на встречу в местечко Пейнс-Лендинг. Эти переговоры сильно отличались от переговоров на Мултри-Крик. Они проходили почти в полной секретности. Гадсден был один, место было выбрано безлюдное, никто не записывал хода переговоров, и неизвестно, какие при этом шли разговоры. Семинолы не желали переселяться, в частности под влиянием негров, которые понимали, что при переселении могут снова потерять свободу. В итоге было решено, что семинолы изучат землю в Арканзасе и, если она им понравится, начнут переселяться, а правительство выплатит им компенсацию за территорию в размере 15 400 долларов. Одновременно было достигнуто соглашение с семинолами, живущими на реке Апалачикола. Зимой делегация семинолов посетила Арканзас, изучила земли, и 28 марта 1833 года в форте Гибсон 7 вождей подписали соглашение на переселение.
Однако по возвращении во Флориду большинство вождей делегации заявили, что они не подписывали договор или что их заставили подписать его, а также, что у них не было полномочий решать за все племена и группы, которые проживают в резервации. В договоре было сказано, что семинолы пошлют вождей осмотреть землю, и если они (they) сочтут её подходящей, то переселятся. Теперь возникла проблема со словом «они», которое могло относиться к вождям (как понимало это правительство США) или ко всем семинолам (как понимали это семинолы). Так как не велось записи переговоров при Пейнс-Лендинг и у форта Гибсон, то мы не знаем, о чём на самом деле там говорили. Сами переговоры велись при помощи переводчиков, но и они могли допустить ошибки, и, таким образом, семинолы могли не знать точного содержания договора.
Президент Джексон утвердил договор при Пейнс-Лендинг и договор в форте Гибсон 12 апреля 1834 года, после чего Эльберг Херринг, поверенный в делах индейцев, поручил агенту Уайли Томпсону подготовить переселение. 23 октября 1834 года Томпсон собрал вождей индейцев и предложил им обсудить техническую сторону: желают ли они жить среди криков или на отдельной территории, как следует оплатить перевозку, оставленный скот, и годовые выплаты. В тот же день индейцы собрались на совет. Вождь холата Эматла предложил согласиться с договором. Его поддержал вождь Прыгун. На этом собрании впервые выступил Оцеола, который был категорически против переселения, хотя не имел полномочий на выступление. В те годы он жил на реке Уитлакучи и был вождём небольшого племени микасуки. 24 октября Томпсон снова встретился с семинолами, и на этот раз ещё два вождя, Чарли Эматла и Миканопи, высказались против. на следующий день собрание возобновилось, и Томпсон заметил, что теперь большинство против переселения. Томпсон сказал, что президент всё равно не разрешил им остаться во Флориде и что они подписали договор, и на этот раз снова выступил Оцеола, заявив, что семинолы уже высказали своё отношение к переселению. 26 и 27 декабря Томпсон снова собрал семинолов и сказал им, что если они не покинут Флориду мирно, то к ним будет применена сила.
Весной и летом 1835 года часть семинолов была готова согласиться на переселение, чтобы избежать неприятностей. В июне Оцеола произнёс несколько резких слов в адрес Томпсона, и тот велел заковать его в кандалы в форте Кинг. Его отпустили в обмен на обещание подписать договор. Последней попыткой договориться с семинолами стали переговоры в форте Кинг 19 августа 1835 года. На них присутствовали 25 вождей, включая Оцеолу. Холата Эматла объявил, что индейцы согласны переселиться, если им дадут отдельную от криков территорию, и попросил, чтобы Томпсон остался там их агентом. 27 августа Томпсон разработал детали переселения: по его плану семинолы должны были собраться в Тампе к 15 января 1836 года, продать там свой скот и переправиться на кораблях в Новый Орлеан. Семинолы между тем тянули время и запасались порохом и свинцом. В октябре Томпсон и генерал Клинч сообщили военному министерству, что война неизбежна. Американская армия в те годы насчитывала всего 7200 человек, разбросанных по полусотне постов; министр Касс приказал перебросить во Флориду 14 рот, но эта переброска требовала времени.
Впоследствии было много споров о том, что именно привело к конфликту с индейцами. Полковник Джон Спрэг, свидетель событий и признанный авторитет в этом вопросе, считал, что именно серия договоров с индейцами привела к войне. Историк Марк Бойд подтверждал эту точку зрения. Генерал Джесап утверждал, что попытки вернуть беглых рабов заставили индейцев нападать на белых. Сенатор Томас Харт Бентон полагал, что причиной войны стала жёсткая и непоследовательная политика федерального правительства. Генерал Гейнс говорил, что война с семинолами была обычной пограничной войной. Эллен Колл Лонг, дочь губернатора Колла, считала виновниками конфликта белых поселенцев.

## Состояние армий
К концу 1835 года США населяли 15 000 000 человек, их сухопутная армия насчитывала 603 офицера и 6595 рядовых: она состояла из одного полка драгун, четырёх артиллерийских полков (2180 чел.) и семи пехотных полков (3829 чел.). Эта армия была разбросана по 53-м постам вдоль границы, обычно по роте на пост. Армией командовал генерал-майор Александр Макомб. Он подчинялся президенту и военному секретарю, которым в том году был Льюис Касс. Офицеры происходили в основном из известных респектабельных семей, в то время как рядовые в основном были мигрантами: из 104 человек, погибших во время Сражения Дейда, 43 были иностранцами. Их обучали по пособию, которое Уинфилд Скотт издал в 1835 году, в основном на основе французских пособий.
Американские пехотинцы носили голубую форму с белыми ремнями крест-накрест, но она не была предназначена для боевых действий, поэтому в случае внезапного нападения солдаты обычно снимали белые ремни. Чаще они носили шерстяную форму голубого цвета зимой и белую льняную летом. Пехота была вооружена кремнёвым, гладкоствольным, дульнозарядным мушкетом калибра .69, хотя в те годы была уже известна и казнозарядность, и капсюли, и нарезка ствола. В армии имелись винтовки, но обычно мало, как правило, одна на 22 мушкета.
Семинолы же, напротив, все были вооружены неплохими винтовками. Ни одной из них не сохранилось, но известно, что это в основном были испанские винтовки кубинского производства. Однако семинолы обращались с ними небрежно. Обычно они давали точный первый выстрел, но после этого невнимательно отмеряли порох, так что часто их пули даже не пробивали одежды. Один участник вспоминал, что семинольские пули были безопасны на дистанции более 20 ярдов, а был случай, когда индеец промахнулся с четырёх ярдов. Другой участник утверждал, что видел, как индейские пули иногда попадали в ветки деревьев в 20 или 30 футах выше цели.
С 1819 года американская армия взяла на вооружение винтовку M1819 Hall rifle, которая была казнозарядной, калибра .52 и уверенно била на 400 метров. Кроме этого, она была в четыре раза скорострельнее мушкета. Недостатком была система заряжания, которую часто заклинивало, и некоторые жаловались на её малый калибр.

## Война
К концу 1835 года стало очевидно, что война близка, но у американцев во Флориде не хватало людей и оружия. Бригадный генерал Джозеф Эрнандес, командир ополчения Сент-Огастина, был готов защищать город, но ему пришлось просить правительство одолжить ему 500 мушкетов. Джордж Уокер, временно исполняющий обязанности губернатора, созвал 500 добровольцев и передал их под командование бригадному генералу Ричарду Коллу. Однако он не ожидал серьёзной войны и полагал, что демонстрации силы будет достаточно и что за пару недель индейцев можно будет вынудить согласиться на условия договора о переселении. Все последние недели 1835 года вооружённые отряды индейцев нападали на отдельные поселения, но крупных столкновений не происходило. Первый серьёзный бой случился 18 декабря, когда Оцеола с отрядом в 50 или 60 человек напал на обоз флоридского ополчения, который охраняли 30 человек. Охранение бежало, потеряв 8 человек убитыми и 6 ранеными. Через несколько дней нападающих нашли, и они бежали, бросив всё захваченное.
Только в последнюю неделю 1835 года начали происходить серьёзные столкновения. На восточном побережье индейцы напали на сахарные плантации южнее Сент-Огастина. К середине января сахарная индустрия Флориды была разрушена, белые бежали в город, а рабы присоединились к индейцам. В распоряжении генерала Клинча было всего 500 человек, в основном в форте Брук и в форте Дрейн. Самым уязвимым был форт Кинг, где стояла лишь одна маленькая рота. Были опасения, что форт Кинг будет захвачен, а весь гарнизон истреблён. 21 декабря было решено отправить в форт две роты, а позже ещё две. Командовать этими ротами должен был капитан Джордж Гардинет, но у него болела жена, поэтому майор Фрэнсис Дэйд вызвался подменить его.

### Первые столкновения
Семинолы в конце декабря задумали атаковать форт Кинг и одновременно устроить засаду на колонну Дейда. Оцеола возглавил отряд, напавший на форт, чтобы лично отомстить агенту Томпсону, который оскорбил его ранее. Когда 23 декабря 1835 года отряд Дейда выступил из форта Брук и отправился на север, индейцы следили за каждым его шагом, но не нападали, ожидая, что Оцеола присоединится к отряду. Только 28 декабря они устроили засаду и открыли огонь по колонне Дейда. Солдаты отбили первую атаку и успели построить небольшое квадратное укрепление, но индейцы открыли по укреплению сильный ружейный огонь, и к 16:00 весь отряд был уничтожен. Индейцы забрали одежду и продовольствие, а подошедший позже отряд негров добил раненых и ограбил мёртвых.
В тот же день Оцеола с отрядом обстрелял форт Кинг и убил агента Томпсона. После этого он присоединился ко второму отряду, который устроил празднество по случаю этой победы. После уничтожения отряда Дейда индейцы более не думали о переговорах с противником.
Через несколько дней, 29 декабря, генерал Клинч выступил из форта Дрейн с отрядом из 750 солдат, чтобы принудить несколько индейских деревень к переселению. 31 декабря индейцы напали на солдат, когда те переправлялись через реку Уитлакучи. Атака индейцев была отбита, но Клинч был вынужден вернуться в форт. После сражения при Уитлакучи индейцы решили, что теперь смогут остановить любую армию противника.
6 января 1836 года семинолы напали на плантации Уильяма Кули (в современном Форт-Лодердейле), убив его жену, детей и воспитателя детей. 17 января семинолы вступили в перестрелку с ополченцами к югу от Сент-Огастина на плантации Данлотон. Ополченцы потеряли 4 человека убитыми и 13 ранеными.

### Экспедиция генерала Гейнса
В то время Восточным департаментом командовал генерал Уинфилд Скотт, а Западным — генерал Эдмунд Гейнс. Граница департаментов пролегала как раз через Флориду. Военный департамент поручил Скотту принять командование войсками во Флориде, не обращая внимания на границы департаментов. Генерал Гейнс не знал об этом решении Департамента. О происшествиях во Флориде он узнал 15 января, когда находился в Новом Орлеане. Полагая Флориду своей зоной ответственности, он собрал все регулярные части, которые поручил подполковнику Дэвиду Твиггсу, и запросил у губернатора Луизианы добровольцев, которых возглавил полковник Персифор Смит. Поскольку переписка с Вашингтоном заняла бы несколько недель, Гейнс начал действовать, не уведомляя своё руководство. 4 февраля его отряд был собран и отправлен во Флориду. 6 февраля он зашёл в Пенсаколу, где узнал о назначении Скотта, но так как лично ему приказов не поступало, то он решил продолжать экспедицию. 9 февраля он прибыл в форт Брук, где ему передали приказ идти на мексиканскую границу. Однако Гейнс понимал, что армия срочно нужна во Флориде, а приказы из Вашингтона надо трактовать в контексте событий, поэтому решил остаться.
В форте к Гейнсу присоединился небольшой отряд флоридцев, и теперь силы Гейнса насчитывали 1100 человек. Однако в форте не было достаточных запасов продовольствия, поэтому Гейнс решил идти к форту Кинг, где, по его сведению, Скотт собрал 12 000 рационов для своей армии. Взяв с собой 980 человек и одно 6-фунтовое орудие, он 13 февраля выступил к форту по той же дороге, по которой ранее шёл Дейд. Через несколько дней они вышли на место гибели Дейда и захоронили тела в трёх могилах. 22 февраля колонна пришла в форт Кинг, но не обнаружила там обозов с продовольствием. Гейнс запросил помощи у Клинча в форте Дрейн, но тот смог найти лишь 12 000 рационов. Не имея возможности прокормить свой отряд в форте Кинг, Гейнс решил возвращаться в форт Брук, но другой дорогой, той, которой ранее Клинч шёл к реке Уитлакучи и проход маршем которой занимал на один день меньше времени.
26 февраля Гейнс выступил из форта Кинг тремя колоннами и на следующий день вышел к реке Уитлакучи в трёх разных точках. При попытке перейти реку американцы были обстреляны индейцами с противоположного берега, поэтому прекратили попытки и разбили лагерь. На следующее утро Гейнс снова попытался перейти реку, но его отряд попал под сильный ружейный огонь, которым был смертельно ранен лейтенант Джеймс Изард. Огонь был таким сильным, что Гейнс приказал возвести укрепление, и так был построен периметр бруствера, который был назван Кэмп-Изард. Теперь Гейнсу некуда было отступать, и не было возможности наступать. Он написал письмо Клинчу, предлагая тому прийти и атаковать индейцев с тыла. 28 февраля индейцы продолжили обстрел. Они не смогли перестрелять людей Гейнса, как ранее Дейда, поэтому попытались поджечь сухую траву, но ветер подул в другую сторону, и попытка сорвалась. Впоследствии один индеец рассказал майору Алану Хитчкоку, что в тот день вокруг лагеря Гейнса собралось 1100 индейцев. К 29 февраля Гейнс потерял уже 30 человек ранеными, но решил держаться до подхода Клинча и не давать индейцам рассеяться по джунглям. В форте стало заканчиваться продовольствие, и солдаты забили на мясо лошадь и мулов. Впоследствии Гейнса обвинили в том, что он не совершил вылазку, но он ответил, что не хотел спугнуть противника до прихода Клинча.
Между тем генерал Скотт ещё 22 февраля прибыл в Пиколату и был очень недоволен тем, что Гейнс начал боевые действия самолично и тем помешал Скотту нанести внезапный удар. Скотт всегда тщательно планировал операции и был раздражён тем, что импульсивный Гейнс нарушил его планы. 1 марта он приказал Клинчу оставаться на месте и не помогать Гейнсу. Клинч оказался в сложном положении: он получил два взаимоисключающих приказа от генералов, которые были старше его по званию. Гейнс был командиром департамента, а Скотт главнокомандующим, назначенным президентом. В этой ситуации Клинч счёл разумным спасти Гейнса и 5 марта выступил из форта Кинг. Он не знал, что ещё ранее, 4 марта, Скотт изменил своё решение и дал согласие на эту операцию.
К тому дню Гейнс был в осаде уже 8 дней, потерял 5 человек убитыми и 46 ранеными, а его люди так ослабели от голода, что едва могли держаться дальше. Однако и индейцы уже устали и предложили пойти на переговоры. Они начались 6 марта. Вожди семинолов (Прыгун, Аллигатор и Оцеола) предложили снять осаду, если им позволят остаться во Флориде. Гейнс, который был противником идеи выселения индейцев, мог считать такое предложение справедливым, но он понимал, что президент его не утвердит. Он ответил, что не имеет полномочий на такие соглашения, но готов передать это предложение командованию. В этот момент, когда шли переговоры, в тыл индейцам вышел авангард отряда Клинча. Индейцы знали о его приближении, но по какой-то причине Клинч застал их врасплох. Индейцы бежали, а через два дня отряд Клинча и измождённые люди Гейнса вернулись в форт Дрейн.

### Кампания генерала Скотта
Америка была потрясена разгромом Дейда, убийством Томпсона и неспособностью армии перейти реку Уитлакучи. Сложилось ощущение, что семинолы гораздо сильнее и организованнее, чем ранее предполагалось. Это требовало быстрых и решительных действий. Генерал Скотт разработал план наступления, которое должно было быстро завершить войну. План был сложным и дорогим, но выглядел убедительно: Скотт собирался наступать тремя отрядами, окружить семинолов и принудить их к капитуляции. Один отряд под командованием Клинча должен был идти от форта Дрейн к реке Уитлакучи. Отряд генерала Абрахама Юстиса (1400 человек) должен был наступать от Волусии, а отряд полковника Уильяма Линдси (1250 человек) должен был идти на север из форта Брук. 26 марта Скотт выступил вместе с отрядом Клинча (численностью 1968 человек) из форта Дрейн. Линдси выступил 22 марта, а Юстис 25 марта, на два дня позже условленного срока.
28 марта Клинч занял Кэмп-Изард, а Линдси был уже недалеко с юга, но отряд Юстиса задержался из-за пересечённой местности. Утром 29 марта Клинч перешёл реку Уитлакучи и занял селение Коув, но обнаружил там только брошенные дома и поля. Индейцы ушли на восток, где несколько раз вступали в перестрелку с отрядом Юстиса. Только 30 марта Юстис занял селение Пеликликаха. Индейцев обнаружить не удалось, а у всех отрядов начало заканчиваться продовольствие, поэтому 31 марта Линдси повернул к форту Брук, Юстис решил отправиться туда же, а потом к форту пошёл и Клинч, и 5 апреля все три отряда соединились в форте Брук. План Скотта провалился. Семинолы бежали, но остались во Флориде. Для всей Америки, которая внимательно следила за подготовкой кампании и её ходом, подобный исход казался неприятным поражением. Газеты уделили ходу кампании больше внимания, чем президентским выборам, восстанию в Техасе и битве за Аламо вместе взятым.
Не сумев ничего добиться общим наступлением, Скотт приказал провести несколько отдельных рейдов, вероятно, надеясь найти какие-то укрытия семинолов. Однако и эти рейды ничего не дали. Семинолы не стали вступать в бой с его отрядами, а перешли к тактике мелких набегов и даже осад. С 5 по 17 апреля они осаждали Кэмп-Купер, небольшой пост, который удерживал батальон джорджианцев и несколько регуляров. Одновременно они попытались захватить форт Алабама, где стоял отряд луизианцев. Форт выстоял, хотя защитники потеряли трёх человек. 14 апреля был атакован отряд около форта Барнвелл. Это нападение привело к тому, что был отправлен под трибунал майор Уильям Гейтс. Его лишили офицерского звания, но в дальнейшем дело было пересмотрено, и его восстановили в звании.
Обыкновенно индейцы не нападали по ночам, но бывали и исключения: ночью 20 апреля отряд семинолов напал на форт Дрейн, надеясь захватить его до подхода отряда Клинча. Гарнизон удержал позицию, а 24 апреля подошёл Клинч, но уже не застал индейцев около форта. 12 апреля семинолы, примерно 500 человек, напали на блокгауз на реке Уитлакучи, который удерживали 50 флоридских ополченцев. Блокгауз продержался в осаде 48 дней и был в итоге спасён. Помимо этих осад, последняя фаза кампании Скотта характерна множеством мелких перестрелок, которые иногда доходили до небольших сражений. 27 апреля 1836 года индейцы напали на колонну в 600 человек, идущую к форту Алабама. Нападение было отбито штыковой атакой, при этом американцы потеряли 5 человек убитыми и 24 ранеными. Форт Алабама был эвакуирован и заминирован при отступлении. Как только армия покинула форт, раздался взрыв. Генерал Скотт, пытаясь оправдать неудачу своей кампании, обвинил флоридцев в нерешительности, что вызвало их негодование и призывы к смещению Скотта. Как раз в это время началось восстание криков (возможно, под влиянием семинолов), и военный министр Касс 15 апреля велел ему отправиться на крикскую территорию. Генерал Клинч мог бы быть его преемником, но он уже решил покинуть Флориду, поэтому 26 апреля подал в отставку. Между тем президент Джексон ещё в феврале предложил Сенату назначить губернатором Флориды Ричарда Колла; Сенат утвердил предложение 16 марта. Колл написал президенту, что Скотт лишь без толку истощает ресурсы армии и что он лично готов вести войну, если ему позволят нанять 2500 добровольцев. 14 мая президент дал своё согласие на летнюю кампанию, если Колл будет в состоянии её вести.

### Кампания губернатора Колла
30 мая Колл предложил президенту свой план кампании. Он намеревался подняться вверх по реке Уитлакучи и атаковать там индейские поселения. Джексон решил, что этот план должен сработать, и война будет быстро завершена. Однако было непонятно, что происходит с Клинчем и Скоттом; только 18 июня стало известно, что Скотт покинул Флориду и что Клинч подал в отставку, и только 21 июня Колл получил от Военного министерства разрешение на самостоятельные действия. Это был редкий случай, когда представитель гражданской власти возглавил ополчение территории и ополчения некоторых соседних штатов. На тот момент он не имел никакого воинского звания; некогда он был офицером регулярной армии, но подал в отставку в 1822 году. На момент принятия командования у Колла было в распоряжении 1000 регуляров и 230 ополченцев. Этого было недостаточно. Генерал Скотт навербовал в Теннесси 2500 человек, из которых 1500 предназначались для Флориды, но их задержали в Алабаме, поэтому они прибыли только в сентябре. Коллу удалось набрать полк из криков и тех семинолов, что изначально были готовы на переселение. Этот полк возглавил Джон Лейн.
Лето 1836 года выдалось необычно тяжёлым и нездоровым. Из-за болезни личного состава пришлось эвакуировать форт Кинг между 14 мая и 9 июня. Заметив отступление противника, индейцы активизировались и 30 мая окружили форт Дрейн. Капитан Лемуэль Гейтс атаковал их в штыки при поддержке одной гаубицы и отогнал от форта. 9 июля майор Хейльман сам атаковал индейцев. У него было 70 солдат против 250 семинолов, но индейцам удалось уйти. Впоследствии Хейльман заболел и умер 27 июня. Колл надеялся начать кампанию к началу августа, но климат нарушал его планы: выяснилось, что в форте Дрейн больны 99 из 289, и гарнизон надо эвакуировать. 19 июля обозы покинули форт под охраной 62 человек капитана Мейтланда. В тот же день 200 семинолов под личным командованием Оцеолы атаковали обоз. Отряд Мейтланда оказался в тяжёлом положении, но им на помощь пришёл 31 человек из форта Дефайнс. Это столкновение стало известно как сражение при Уэлика-Понд. Белые потеряли 5 человек убитыми и 6 ранеными. К 7 августа весь гарнизон форта Дрейн был эвакуирован.
18 сентября 1836 года в Таллахасси прибыла бригада теннессийского ополчения численностью 1200 человек. В тот же день началась собственно кампания Колла: полковник Джон Уоррен повёл на рекогносцировку отряд в 100 человек флоридского ополчения при одном орудии. В лесу Сан-Феласко-Хэммок западнее современного Гейнсвилла он был атакован индейцами. Перестрелка длилась примерно полтора часа, после чего индейцы отступили. 29 сентября отряд Колла перешёл на восточный берег реки Сувонни, где разделил свои силы. Отряд под командованием генерала Рида отправился вниз по Сувонни и потом на юг вдоль берега моря, чтобы основать базу на реке Уитлакучи. Остальные пошли к форту Дрейн, где 8 октября к ним присоединился ещё один отряд в 200 человек, и теперь в распоряжении Колла было 1350 человек. 13 октября отряд Колла вышел к реке Уитлакучи, но река разлилась из-за дождей. Надо было строить переправу, но выяснилось, что при отряде нет топоров. Не имея возможности перейти реку, Колл повернул на запад, чтобы соединиться с отрядом Рида.
Колл не знал, что Рид основал базу гораздо западнее, чем планировалось: пароход Izard (под командованием Рафаеля Семса), который тянул две баржи вверх по реке, внезапно сел на мель и затонул, и Рид не мог доставить баржи к условленному месту. Колл не смог найти Рида, растратил провизию и был вынужден вернуться в форт Дрейн 17 октября. За всю кампанию не случилось ни одного крупного сражения. Участники событий обвиняли в неудаче Колла, хотя причиной во многом было его невезение: два парохода получили повреждения и не смогли доставить припасы для армии, а склад в Сент-Марксе рухнул, из-за чего погибло много провизии.
В середине ноября Колл решил повторить наступление. 21 ноября его отряд вошёл в район болот Уахо-Свемп, где семинолы заняли оборону. Во время перестрелки погиб индеец-крик Дэвид Мониак, первый индеец, сумевший окончить Вест-Пойнт. Колл сумел отогнать индейцев за реку, но у него не хватило сил продолжить сражение. Неудачи Колла вызвали недовольство президента, и отношения между ними начали портиться. Давний сторонник Джексона, Колл впоследствии порвал с ним и перешёл в оппозицию. 9 декабря Колл был отстранён от командования армией, которую передали Томасу Джесапу.

### Джесап принимает командование
Томас Джесап прибыл в Тампу из Джорджии (где участвовал в войне с криками) в начале ноября, но некоторое время не предпринимал никаких действий, дожидаясь, пока Колл закончит свою вторую кампанию. Он не критиковал Колла и даже написал военному министру, что тот сделал всё, что возможно в данных обстоятельствах. Приняв в итоге командование, он сразу предупредил Вашингтон, что Флорида велика и что не стоит ожидать от него быстрых результатов. Он понял, что не имеет смысла отправлять большие армии вглубь флоридской территории. Семинолы хорошо знали местность и легко передвигались по своей территории. Чтобы победить их, Джесапу требовалась армия размером 9000 человек, то есть больше, чем та, с которой впоследствии Скотт завоюет Мексику. Понимая, что кампания будет затяжной, он требовал, чтобы ополченцы записывались не на три месяца службы, а на год. Он привлёк к войне флот и корпус морских пехотинцев полковника Гендерсона. Армия извлекла уроки из своих неудач и стала действовать более организованно. Улучшилось и снабжение: будучи ранее квартирмейстером армии, Джесап хорошо знал, как добывать продовольствие, как его перевозить и хранить.
В декабре 1836 года Теннессийская бригада покинула Флориду, и у Джесапа оставалось только 350 алабамских добровольцев, 250 морских пехотинцев, 450 регуляров и индейский полк. Помощь оказал комоддор Даллас , который оставил на кораблях минимальное количество людей, отправив матросов на защиту фортов. Вскоре подошли четыре роты джорджианской кавалерии и 6-й пехотный полк, и Джесап 22 января начал наступление. Уже 23 января его людям удалось убить вождя Осачи. 27 января был разгромлен лагерь семинолов на Белой Горе. Армия Джесапа действовала небольшими отрядами сразу на множестве направлений, и эта тактика стала давать результаты. Уже 3 февраля индейцы (вождь Прыгун, Миканопи и Абрахам) пошли на переговоры и договорились о перемирии до 18 февраля. Несмотря на это, 8 февраля большой отряд индейцев под командованием вождя Филиппа напал на отряд полковника Феннинга.
В условленный день 18 февраля индейцы не явились на переговоры, а через несколько дней пришло всего несколько вождей невысокого ранга. Перемирие продлили, и в начале марта пришли ещё несколько вождей, уполномоченных говорить от имени Миканопи. Ими 6 марта был подписал договор о капитуляции, согласно которому индейцы согласились собраться для выселения за Миссисипи не позже 10 апреля. Неграм было разрешено следовать с семинолами на запад. Джесап был уверен, что этот договор положил конец войне. Многое зависело от настроений чёрных семинолов, и именно по этой причине Джесап разрешил им покинуть Флориду, но этот пункт вызвал недовольство охотников за неграми, которым не понравилось, что так много беглых негров покинуло полуостров. Пресса начала нападки на Джесапа. Под давлением общественности он решился немного изменить условия соглашения и примерно 8 апреля добился того, что индейцы согласились взять с собой только тех негров, что уже были в их собственности на начало войны. Это условие было трудно выполнить, поскольку у семинолов не существовало документальной фиксации собственности.
Джесап оказался в трудном положении. С одной стороны, он советовал семинолам вернуть всех беглых негров, а с другой, напоминал белым, что семинолы не обязаны это делать. Договор на Мультри-Крик требовал от них возвращения негров, но договор в форте Гибсон не содержал такого пункта, а правительство выделило 7000 долларов на возмещение убытков рабовладельцам. Между тем индейцы постепенно собирались около Тампы для депортации, но делали это очень медленно. К концу мая прибыли вожди Миканопи, Прыгун, Облако и Аллигатор. Однако ночью 2 июня Оцеола с отрядом в 200 человек напал на лагерь и увёл оттуда примерно 700 человек. Некоторые потом утверждали, что их увели силой. Все планы Джесапа рухнули. Многие считали, что в произошедшем виноват сам Джесап: если бы он не отступил от условий договора 6 марта, то депортация прошла бы успешно. Джесап с этого момента перестал верить индейцам и их обещаниям и менее строго следовать обещаниям, данным самим индейцам.
22 июня генерал Макомб разрешил Джесапу покинуть Флориду, если тот желает, но к тому времени Джесап был так раздражён нападками, что решил остаться и довести дело до конца. Позже генералы Гейнс и Скотт требовали назначить их во Флориду по праву старшинства, но военное министерство отказало им. В начале июля 1837 года армия во Флориде получила официальное название «Южная армия». В сентябре обнаружился раскол в среде индейцев: негры стали всё чаще покидать семинолов и переходить на сторону белых. Джесап решил этим воспользоваться и в январе 1838 года предложил неграм помощь и защиту, если они перестанут сражаться на стороне индейцев. Однако неграм было сложно перейти на сторону белых, поскольку ранее Джесап дал армии право на часть военной добычи, а негры тоже считались таковой. 6 сентября 1837 года был издан новый указ, согласно которому все негры считались собственностью командования. Несмотря на все сложности отношений с неграми, к весне 1838 года они почти полностью оставили семинолов и перестали как-то влиять на ход боевых действий.
В начале сентября один из негров короля Филиппа бежал к белым и согласился показать им лагерь своего хозяина. Он привёл к лагерю отряд в 170 человек, который 9 сентября внезапной атакой захватил лагерь и короля. На следующий день, снова при помощи беглого раба, был захвачен лагерь вождя Ючи. 27 октября 1837 года вождь Оцеола сообщил, что готов на переговоры. Джесап к тому времени уже решил игнорировать правила ведения переговоров и приказал арестовать Оцеолу, когда тот явится. 21 октября генерал Эрнендес вышел из Сент-Огастина с отрядом в 250 человек и проследовал к лагерю Оцеолы у форта Пейтон. Он встретился с Оцеолой и 25 октября во время переговоров захватил в плен всех индейцев в лагере. В плен попал Оцеола, Коа-Хаджо, 72 воина, 6 женщин и четыре чёрных семинола. Было захвачено 52 ружья. Предательство по отношению к Оцеоле было целиком на совести Джесапа, хотя он и не знал, что случай станет известен во всей стране, превратит Оцеолу в «Мученика», а его самого в злодея. Его поступок обсуждался в Конгрессе, где многие осудили его, но многие и оправдали. Сам Джесап писал оправдания своему поступку ещё 21 год спустя.

### Сражение при Окичоби
В конце октября 1837 года Джесап задумал новую кампанию, которая во многом напоминала кампанию Скотта, но Джесап задействовал не три колонны, а семь, и не настаивал на синхронности их наступления. Это были отряды полковника Закари Тейлора, Персифора Смита, лейтенанта Леви Пауэлла и главного крыла из четырёх отрядов: генерала Эрнандеса, полковника Джона Уоррена, генерала Абрахама Юстиса и ещё одного небольшого отряда. Наступление началось в декабре и привело к крупнейшему сражению той войны. 19 декабря отряд Тейлора (1032 человека) выступил из форта Гарднер и пошёл на юг по реке Киссимми к озеру Окичоби. По пути ему сдалось несколько индейских отрядов. 21 декабря Тейлор построил небольшое укрепление, известное как форт Бассингер, а 26 декабря встретил отряд индейцев численностью 380 или 480 человек, которые заняли укреплённую позицию. Ими командовали Сэм Джонс, Аллигатор и Коакучи. Тейлор решил атаковать противника с фронта силами Миссурийского отряда, 4-го и 6-го пехотных полков, а 1-й пехотный полк держать в резерве. Наступающие полки сразу стали нести большие потери, и тогда Тейлор отправил 1-й пехотный в обход с фланга, и тогда семинолы бросили позицию. Отряд Тейлора потерял 26 человек убитыми и 112 ранеными, индейцы потеряли 11 или 14 человек. Было захвачено 100 пони и 300 голов скота. Потери в сражении при Окичоби вызвали обсуждение в Сенате и критику в адрес Тейлора, но в итоге было решено, что он действовал единственно возможным способом.
Часто утверждается, что сражение при Окичоби стало началом того пути, которое привело Тейлора к президентству. До сражения он был рядовым полковником армии, теперь же получил звание генерала и славу и смог впоследствии проявить себя в Мексиканской войне. Сражение дало ему репутацию победителя, что сделало его логичным кандидатом в командиры при начале Мексиканской войны.
К началу 1838 года сложилось впечатление, что война идёт к концу. Колонны Джесапа шли по Флориде с севера на юг, быстро подавляя разрозненное сопротивление семинолов. 15 января произошло так называемое Первое сражение при Локсатчи, в ходе которого лейтенант Пауэлл атаковал большой отряд семинолов, но был отбит. В этом сражении проявил себя лейтенант Джозеф Джонстон, будущий генерал Конфедерации. 24 января Джесап атаковал семинолов основными силами и произошло Второе сражение при Локсатчи, которое считается последним сражением Второй Семинольской войны. Во время него Джесап был ранен в щёку индейской пулей. В феврале индейцы пошли на переговоры и предложили прекратить войну на условии, что им разрешат остаться на землях южнее Окичоби. Джесап решил, что это хороший способ завершить затянувшуюся и дорогостоящую войну и посоветовал Военному министерству принять это предложение, предупреждая, что иначе война затянется ещё на многие годы. Однако это предложение оказалось неприемлемо по политическим соображениям, и военный министр Пойнсетт велел Джесапу продолжать боевые действия. Джесап был недоволен тем, что правительство не желает завершить войну, которую он почти выиграл; он устал от Флориды и попросил отставки. Так как приближался нездоровый сезон, боевые действия свёртывались, и генерал ранга Джесапа был уже не нужен, поэтому 29 апреля 1838 года ему разрешили вернуться в квартирмейстерский департамент, а командование перешло к генералу Закари Тейлору.

### Кампания Тейлора
После отъезда Джесапа ход войны изменился. США более не воевали с народом семинолов, поскольку они теперь в основном жили в Арканзасе, и все их вожди находились там же. Все основные боевые действия пришлись на первые два года войны (1836 и 1837), но, будучи почти выигранной Джесапом, война затянулась ещё на четыре года. Семинолы более не сражались большими группами, а рассыпались на множество мелких отрядов и нападали на гражданские объекты. Теперь они действовали не только в центре Флориды, но проникали и в более отдалённые территории, так что в мае 1838 года произошло небольшое сражение с ними у озера Окифиноки в Джорджии. В США не все понимали, почему сопротивление длится так долго, и предполагали, что им оказывают помощь с Кубы или с Багамских островов. Впервые в своей истории армии США пришлось вести затяжную войну с партизанами. И лишь к самому концу войны была разработана тактика для подобного рода войны.
Приняв командование, Тейлор сосредоточил усилия на охране северной половины Флориды, где проживало основное белое население. Он полагал, что если защитит тут белое население, то оно быстро вырастет в численности, и проблема борьбы с семинолами будет решена. Летом боевые действия прекратились из-за жары, но к началу осени 1838 года Тейлор решил начать кампанию, действуя несколькими отрядами и постепенно оттесняя противника на юг. Для этих целей была сформирована армия размером в 3500 человек. Однако Тейлора отвлекли несколько нападений семинолов на севере, около Таллахасси. Тейлор решил разбить северную Флориду на сектора и обеспечить каждый укреплением и гарнизоном по 20-30 человек. На строительство этих укреплений и прокладку дорог ушла вся зима. За весь сезон всего несколько семинолов было убито и 200 выселено на Запад. Армия потеряла 2 офицеров и 7 рядовых убитыми. Тейлор отчитался о постройке 53-х постов и прокладке 848 миль дорог.
Между тем затяжная и непопулярная война сказалась на положении Демократической партии, которая потеряла несколько мест в Конгрессе на выборах 1838 года. Ситуация начала беспокоить президента Ван Бюрена, и он решил пойти на соглашение с семинолами. Для этого во Флориду был направлен генерал-майор Александр Макомб. В начале апреля 1839 года он принял командование, но оставил Тейлора для руководства боевыми операциями, а сам сосредоточился на переговорах. Ему удалось наладить контакт с несколькими влиятельными вождями, в частности с Сэмом Джонсом. 18 мая 1839 года он объявил о том, что переговоры завершены и что соглашение достигнуто. Понимая, что индейцы не ценят письменные договоры, он даже не стал фиксировать его на бумаге. Было решено, что индейцы прекращают нападение, а им гарантируется резервация в Южной Флориде. Беспорядки почти полностью прекратились, если не считать отдельных инцидентов.
Летом 1839 года длился мир, и была основана торговая фактория на реке Калусахатчи на том месте, где сейчас город Кейп-Корал. Однако 23 июля примерно 150 индейцев внезапно атаковали факторию. Охрана была перебита в постели, и лишь немногим удалось сбежать вниз по реке, в том числе подполковнику Уильяму Харни. Индейцы похитили все товары и в их числе несколько винтовок Кольта, привезённых для тестирования. Причины нападения семинолов по сей день не известны. Так как у индейцев не было центральной власти, то договор с вождём Сэмом Джонсом не касался их всех. Возможно, это были так называемые «испанские индейцы» вождя Чакайка. Однако возможно, что семинолы просто не верили в надёжность договоров и в то, что война действительно завершилась. Отчасти виноват и сам генерал Макомб, который покинул Флориду слишком быстро, поручил реализацию договора Тейлору, который не верил в то, что соглашение принесёт какую-то пользу.
После нападения на пост прекратились всякие разговоры и попытки оставить семинолов во Флориде. Война возобновилась. Ещё за год до этого возникли предложения использовать бладхаундов для поиска индейцев, подобно тому, как англичане использовали их на Ямайке для ловли маронов. Генерал Тейлор запросил прислать несколько таких собак, но военное министерство никак не отреагировало, и сам Тейлор перестал интересоваться этим вопросом. Однако администрация Флориды по личной инициативе отправила делегацию на Кубу, и 7 января 1840 года та вернулась и привезла 33 собаки. Первые эксперименты по поиску индейцев были удачными, но вскоре в Конгресс стали поступать письма с протестами. Многим казалось, что собаки не просто выслеживают индейцев, но и нападают на них и разрывают их на куски. Военный министр был вынужден требовать применения намордников. Использованием собак возмущались и аболиционисты, которым казалось, что таким же способом будут выслеживать и беглых негров. Партия вигов использовала эти разговоры для обвинения администрации Ван Бюрена в аморальности. В итоге Тейлор запретил использовать собак во Флориде.
Война во Флориде продолжалась в конце 1839 и начале 1840 года, но без серьёзных достижений. К началу лета 1840 года Тейлор решил покинуть Флориду. Он устал, плохо себя чувствовал и просил перевести его в Новый Орлеан. В мае он покинул Флориду, и командование перешло к бригадному генералу Уокеру Армистеду.

### Кампания генерала Армистеда
Армистед был выпускником Вест-Пойнта 1803 года и служил во Флориде при генерале Джесапе. Он решил полностью изменить стратегию и перейти от обороны, которой придерживался Тейлор, к наступлению. Он сразу же приказал сконцентрировать 900 человек в форте Кинг и совершать оттуда рейды во все стороны отрядами по 100 человек. Он знал, что семинолы пользуются летним периодом жары, чтобы восстановить силы и пополнить запасы продовольствия, и решил помешать им в этом. Индейцы тоже перешли к активным атакам по всем направлениям. Так продолжалось до осени, когда Армистед решил пригласить во Флориду уже переселившихся индейцев, чтобы те склонили к переселению тех, кто ещё оставался на полуострове. В начале ноября 1840 года начались переговоры с индейцами в форте Кинг, и они вроде бы шли успешно, но 15 ноября индейцы внезапно исчезли. Армистед приказал продолжать рейды. В начале ноября полковник Харни сумел внезапно напасть на лагерь испанских индейцев и разбить их, убив вождя Чакайка. Харни объявил семинолам, что больше не будет брать пленных и демонстративно повесил нескольких захваченных в плен индейцев.
Агрессивная тактика Армистеда дала свой результат. Индейцы уже не чувствовали себя в безопасности в летний сезон. Армия более не соблюдала правил цивилизованной войны. Стал эффективнее использоваться флот. Ещё в 1837 году лейтенант Пауэлл пытался использовать корабли для патрулирования рек, но в его распоряжении не было проводников и подходящих судов. Его преемник Джон Маклафлин увеличил количество плоскодонных кораблей и каноэ и создал так называемый «Москитный флот». В ходе многочисленных рейдов по болотам были составлены точные карты южной Флориды, и к концу войны американская армия ориентировалась в этом регионе не хуже индейцев. Это был совершенно новый способ использования армии и флота, и это случилось только потому, что у офицеров и администрации хватило сообразительности и смелости для такого нововведения.
Однако, начав боевые действия уверенно и агрессивно, Армистед к началу 1841 года по какой-то причине стал менее активен. В то же время на президентских выборах 1840 года победил Уильям Гаррисон, что стало концом правления джексонианцев (и на это сильно повлияла Семинольская война). Гаррисон почти сразу умер, и президентом стал виг Джон Тайлер. Это сказалось и на флоридских делах: назначенный некогда Ван Бюреном губернатор Рид был заменён на Ричарда Колла. В Вашингтоне умер Александр Макомб, и армию возглавил Уинфилд Скотт, который не хотел отвлекаться на флоридские дела. Армистед же решил, что в основном справился с индейцами, и подал в отставку. Его преемником стал полковник Уильям Уорт.

### Кампания генерала Уорта
Уорт принял командование 31 мая 1841 года. Война была уже практически завершена, но отдельные отряды семинолов ещё создавали проблемы. Ещё сопротивлялся вождь Коакучи, и с ним надо было наладить связь. Убивать его или брать в плен было бессмысленно, поскольку это лишь создало бы образ мученика, как в случае с Оцеолой. Уорт встретился с ним ещё 5 марта: Коакучи согласился переселиться на Запад, несколько дней обсуждал этот вопрос в форте Каммингс, а потом два месяца тянул время, выпрашивая продовольствие. Наконец, 4 июня майор Чилдс взял его под стражу в форте Пирс и отправил в Новый Орлеан. Уорт узнал об этом только 15 июня и сразу приказал вернуть вождя. 4 июля он встретился с ним на борту корабля и предложил призвать индейцев прекратить сопротивление. Коакучи согласился, и примерно 20 человек сразу отозвались на его призыв. К октябрю пришли ещё несколько сотен семинолов, и их вместе с вождём отправили на Запад. Уорт предложил ещё нескольким вождям на Западе приехать во Флориду и поговорить с оставшимися семинолами. Несколько вождей прибыли, в частности Аллигатор, который склонил к переезду вождя Тигриный Хвост и с ним ещё 150 человек.
По оценкам Уорта, во Флориде осталось примерно 300 семинолов, из которых только 100 были воинами. Понимая, что трудно будет поймать такой маленький отряд на такой большой территории, Уорт предложил правительству разрешить им остаться на юге Флориды. Предложение поддержал Джесап, но правительство его отклонило. Война продолжилась; в декабре вождь Халлек Тастенагги напал на селение Мандарин под Джексонвиллем. К середине апреля 1842 года Уорт нашёл Халлека у озера Апопка; произошло последнее сражение Семинольской войны, после которого индейцы скрылись, но потеряли всё своё имущество, поэтому в конце апреля Халлек пошёл на переговоры. Он надеялся протянуть время и выпросить себе продовольствия, но Уорт приказал арестовать его и весь его отряд. Между тем и в Вашингтоне устали от войны, и 10 мая военный министр Джон Спенсер сообщил Уорту, что президент Тейлор желает завершить войну как можно быстрее. Уорт предложил оставшимся индейцам отступить на юг за Пис-Ривер. Уорт встретился с вождями и сообщил им, что желающие могут уехать на Запад, где получат деньги, винтовки и продовольствие, а остальные могут остаться, хотя бы временно. 14 августа Уорт объявил войну законченной.
В 1842 году некоторые семинолы покинули Флориду. Последним из вождей на Запад отправился Тигриный хвост. По пути он заболел и умер в Новом Орлеане. Его похоронили со всеми военными почестями.

## Последствия
К 1843 году оставшиеся флоридские семинолы проживали на юге полуострова под руководством вождей Сэма Джонса и Билли Боулега. Шесть лет сохранялся мир, белые поселенцы Флориды не оставили намерений выселить семинолов, но пока не видели в этом острой необходимости. Индейцы не покидали границ резервации, а агент Джон Кейси сумел наладить с ними хорошие отношения.
Однако в июле 1849 года пять семинолов совершили несколько нападений на окрестности форта Пирс, убив одного человека и ранив другого. Не зная размеров этой группы, флоридцы решили, что началось индейское восстание. Во Флориду были введены 1400 федеральных военных. Билли Боулег понял, к чему это может привести, организовал поиски убийц, поймал троих и выдал властям, и ещё один был убит при попытке к бегству. Конфликт был исчерпан. Однако уже в 1850 году Конгресс издал закон об осушении болот, что подняло цену на земли в южной Флориде. Общественность стала давить на правительство штата и страны, призывая к выселению семинолов, и им снова было предложено переселиться за крупные денежные выплаты. Большинство отказалось. В 1852 году делегацию семинолов отвезли в Вашингтон и Нью-Йорк, снова предложили им большие денежные суммы, но те снова отказались. В 1855 году семинолы напали на отряд военных у деревни Боулега, убив четырёх человек и ранив ещё столько же. Это привело к созыву флоридского ополчения и началу Третьей семинольской войны.

### Потери
По официальным отчётам, армия США за годы войны потеряла 1466 человек, но в основном от болезней. Боевые потери точно не известны. По Мэйхону, регулярная армия потеряла 328 человек, а по Майселлу 269 человек. Половина этих потерь пришлась на сражение Дейда, сражение при Окичоби и истребление поста Харни. Мэйхон пишет, что флот потерял 69 человек, а Майселл, что 41 человека.
Количество погибших белых, семинолов и негров тоже точно не известно. Никто не вёл учёт убитым семинолам и тем, кто умер по другим причинам в ходе войны. К концу 1843 года на запад выехало 3824 индейца (в их числе 800 чёрных семинолов), которых поселили на Индейской территории. В 1844 году их насчитывалось 3136 человек. К 1962 году на западе проживало 2343 семинола, а во Флориде около 1500.
По оценкам Мэйхона, война обошлась американскому правительству в сумму от $30 000 000 до $40 000 000, хотя не было точного анализа расходов. Конгресс выделял суммы на подавление индейского сопротивления, но они были потрачены и на Крикскую войну 1836 года. Флот потратил на войну примерно 511 000 долларов. Историк Гэри Мултон оценивал расходы на войну в $40 000 000.

### Статьи
- Bittle, George C. First Campaign of the Second Seminole War (англ.) // The Florida Historical Quarterly. — Florida Historical Society, 1967. — Vol. 46, iss. 1. — P. 39—45.
- Mark F. Boyd and Joseph W. Harris. The Seminole War: Its Background and Onset (англ.) // The Florida Historical Quarterly. — Florida Historical Society, 1951. — Vol. 30, iss. 1. — P. 3—115.
- Brown, Canter Jr. The Florida Crisis of 1826—1827 and the Second Seminole War (англ.) // The Florida Historical Quarterly. — Florida Historical Society, 1995. — Vol. 73, iss. 4. — P. 419—442.
- Moulton, Gary E. Cherokees and the Second Seminole War (англ.) // The Florida Historical Quarterly. — Florida Historical Society, 1975. — Vol. 53, iss. 43. — P. 296—305.
- Стёртевант, Уильям. Чакайка и «испанские индейцы»: документальные источники в сравнении с семинольскими традициями = Chakaika and the 'Spanish Indians': Documentary Sources Compared with the Seminole Tradition // Tequesta. — 1953. — № 13. — P. 35—73. Основано на Чакайка и «испанские индейцы»